# 라누비오
라누비오(이탈리아어: Lanuvio)는 이탈리아 라치오주 로마현에 위치한 코무네다. 로마로부터 남동쪽 30km 거리에 있다.

## 역사
고대 시대에 라누비움은 로마 제국의 배후지에 있던 주요 도시였다. 안토니누스 피우스, 콤모두스 등이 이곳에서 태어났다. 테오도시우스 1세 치세 (서기 4세기 말) 이후로 쇠퇴하였고, 라누비움에 있던 다신교 성소들이 폐쇄됨에 따라 도시 대부분이 버려졌다.
11세기에 다시 한번 언급이 되는데, 이때는 베네딕토회 수도원이 있던 곳이라 하였다. 15세기 초 콜론나 가문이 이곳을 획득하여 1564년까지 가문 영지로 속해 있었다.
제2차 세계 대전 기간인 1944년 2월 17일], 연합군 측의 해상 포격 및 공중 폭격을 받고 도시 전체가 거의 파괴되었다.